# 11176 Batth
11176 Batth è un asteroide della fascia principale. Scoperto nel 1998, presenta un'orbita caratterizzata da un semiasse maggiore pari a 3,0080280 UA e da un'eccentricità di 0,0706653, inclinata di 0,81607° rispetto all'eclittica.